# Clowesia rosea
Clowesia rosea är en orkidéart som beskrevs av John Lindley. Clowesia rosea ingår i släktet Clowesia, och familjen orkidéer. Inga underarter finns listade i Catalogue of Life.

## Bildgalleri

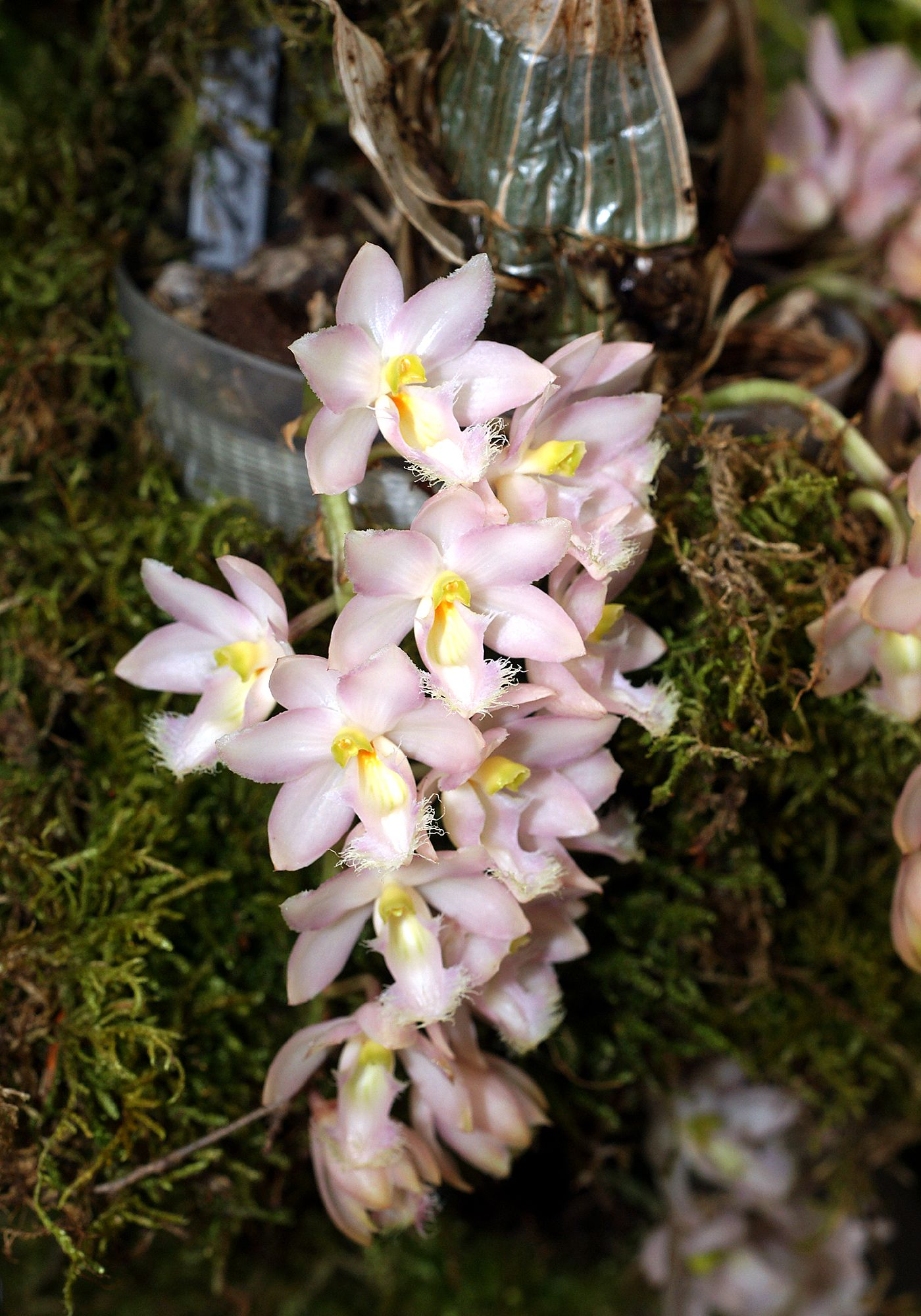
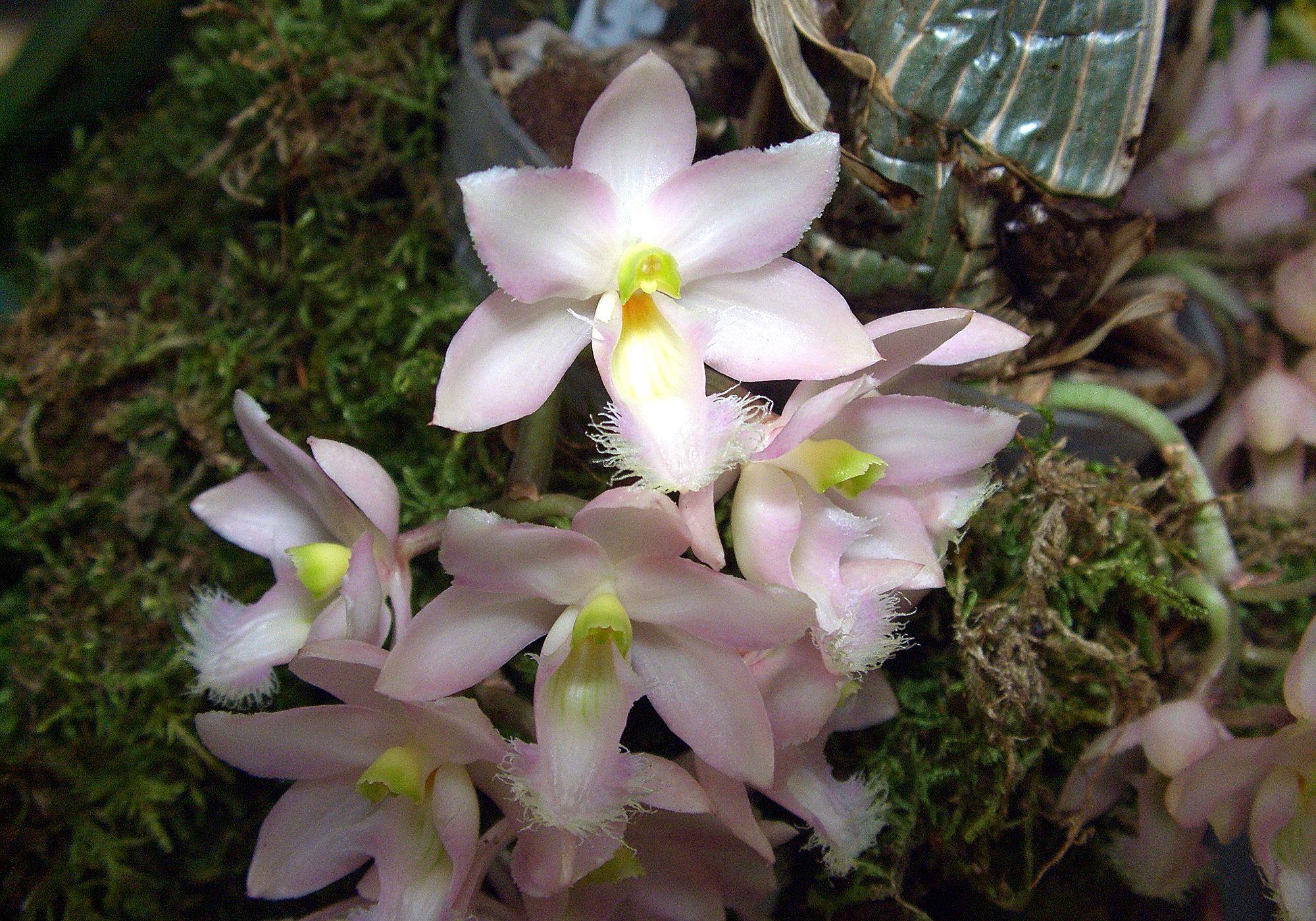
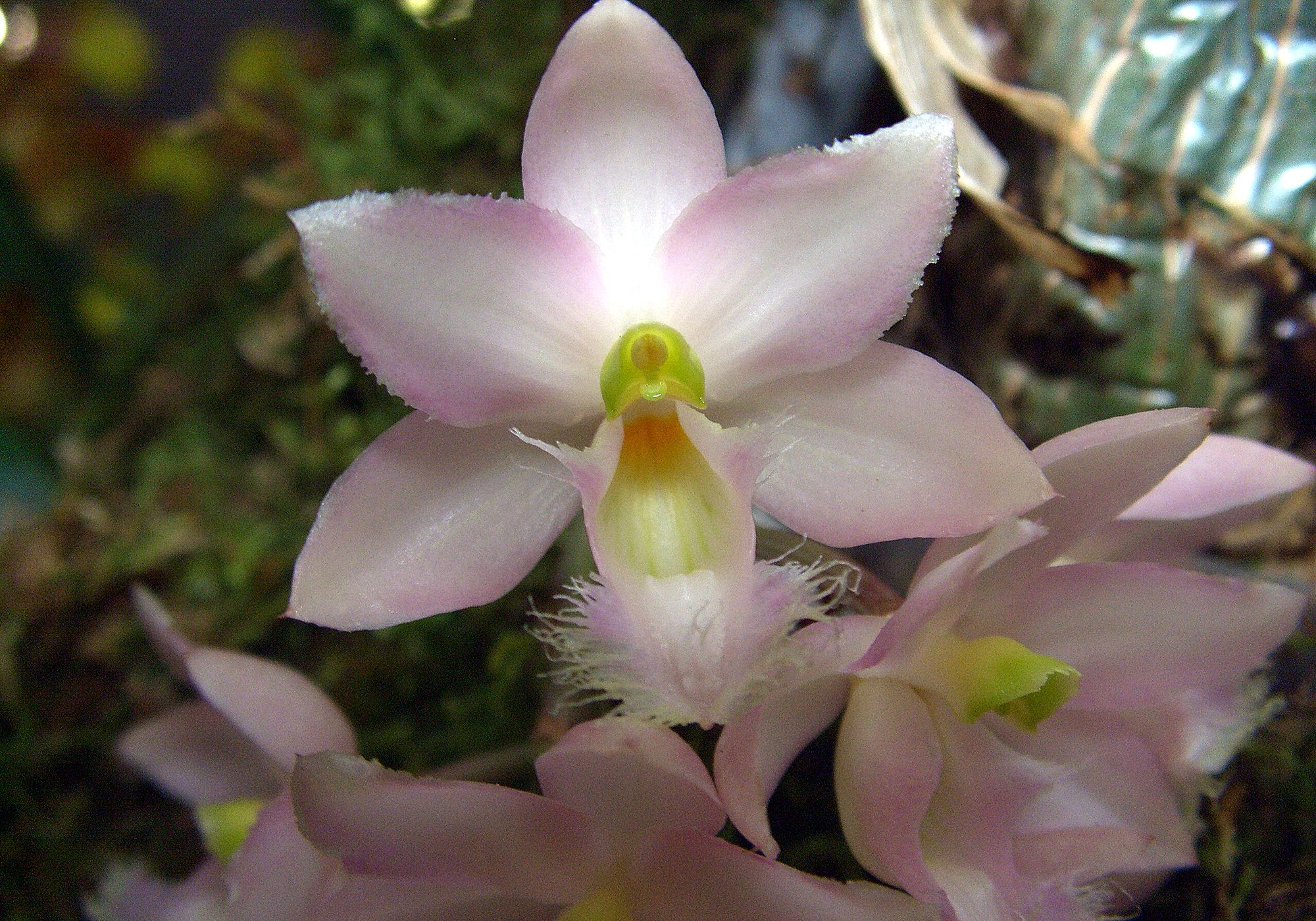
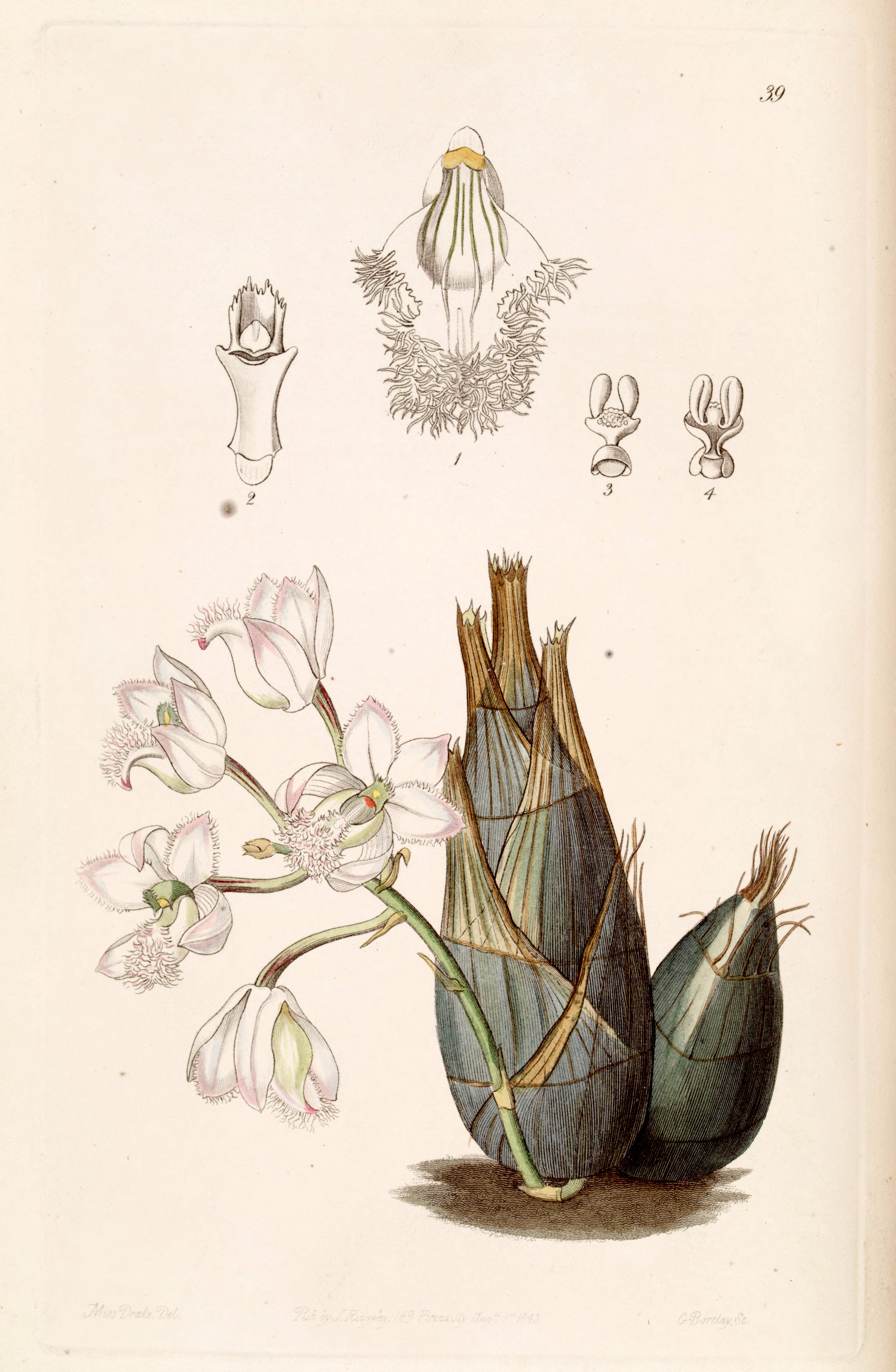